# Club Universitario de Deportes
|  | No s'ha de confondre amb Universitario. |

El Club Universitario de Deportes és un club peruà de futbol de la ciutat de Lima. Sempre ha jugat a la primera divisió peruana des del 1928. Sovint conegut com a Universitario o La «U», és un dels equips amb més èxits del país. Va ser fundat el 1924 com a Federación Universitaria per estudiants de la Universitat Nacional de San Marcos. L'any 1931 adoptà el nom d’Universitario de Deportes.
Fins ara, és l'equip que ha obtingut més campionats, amb un total de vint-i-vuit títols nacionals i una copa nacional. Les seves millors actuacions a nivell internacional es van donar entre finals de la dècada del 1960 i la dècada del 1970, on va ser subcampió de la Copa Libertadores 1972. Una altra de les seves millors actuacions internacionals es va donar l'any 2011 quan es va consagrar campió de la Copa Libertadores Sub -20. Per aquests diversos èxits esportius, el club és considerat com un dels tres grans del futbol peruà. Antigament, disputava les seves trobades a l'Estadi Lolo Fernández, situat al districte de Breña i batejat en honor al futbolista Teodoro Fernández, homenatge que va rebre en vida com a futbolista en activitat.
Des de l'any 2000 exerceix la seva condició de local a l'Estadi Monumental, del qual és propietari. Aquest recinte posseeix una capacitat per a 80.093 espectadors, convertint-se en el segon estadi de futbol de major capacitat de Sud-amèrica i un dels més grans del món. Una de les principals característiques del club és el caràcter poliesportiu. A més de la seva secció principal de futbol, compta amb equips en altres disciplines esportives com ara: bàsquet, futbol femení, futbol sala, voleibol, entre d'altres.
Amb 46 participacions internacionals en tornejos oficials organitzats per la Confederació Sud-americana de Futbol, és el conjunt peruà que ha disputat més copes continentals. És el millor equip peruà a la taula històrica de la Copa Libertadores d'Amèrica i és considerat per la Federació Internacional d'Història i Estadística de Futbol com el millor equip peruà del segle xx.

## Història

### Fundació (1924)
José Rubio Galindo (estudiant de la Facultat de Lletres) i Luis Málaga Arenas (estudiant de la Facultat de Medicina) van ser els somiadors que van dedicar les seves hores lliures per intercanviar idees amb el propòsit de conformar una gran institució. Després es van unir, Plácido Galindo, Eduardo Astengo, Rafael Quirós, Mario de las Casas, Alberto Denegri, Luis de Souza Ferreira (qui va anotar el primer gol peruà en una Copa Mundial de Futbol), Andrés Rotta, Carlos Galindo, Francisco Sabroso, Jorge Góngora, Pablo Pacheco, Carlos Cillóniz, entre d'altres.
Va ser així que el 5 d'mart de 1971, els estudiants universitaris es van reunir a la seu de la Federació d'Estudiants del Perú, a la ciutat de Lima, donant origen a la Federació Universitària de Futbol; com a associació dels equips representatius de les Facultats de la Universitat de Sant Marc i les Escoles Especials d'Enginyeria, Agronomia i Normal Central. El Comitè Nacional d'Esports, el màxim organisme de l'esport peruà en aquella època, va reconèixer la Federació Universitària com si fos una Lliga. Per això, conjuntament amb la Lliga Peruana de Futbol, l'Associació Amateur, la Lliga Chalaca, Circolo Sportivo Italiano i Lima Cricket and Football Club, van conformar la Federació de Futbol.

### Etapa amateur (1928-1950)
Després de participar en diferents tornejos interuniversitaris i trobades amistoses entre 1924 i 1927, la Federació Peruana de Futbol va convidar la Federació Universitària a participar al Torneig de Primera Divisió de 1928, debutant oficialment el 27 de maig davant el Club José Olaya de Chorrillos, a qui va vèncer per 7:1. En acabar el campionat, va ocupar el segon lloc darrere d'Alianza Lima, amb què va disputar el títol en tres partits: (victòria 1:0, empat 1:1 i derrota 2:0).
El 1929 Universitari va obtenir el seu primer títol nacional, en finalitzar el campionat amb set victòries, tres empats i una derrota completant disset punts, un més que el Circolo Sportivo Italiano al que va derrotar per 7:0.
El 1931 van sorgir discrepàncies amb les autoritats de la Universitat Nacional Major de Sant Marcos, ja que el rector José Antonio Encinas va prohibir la utilització del nom «Federació Universitària de Futbol» i això va donar lloc al canvi, per Club Universitario de Deportes, independitzant-se totalment de la universitat. El 29 de novembre de 1931, va debutar al club als 18 anys d'edat Teodoro Fernández Meyzán, millor conegut com «Lolo» Fernández (qui es va convertir en el màxim ídol del club).
Universitario és campió del torneig nacional de 1934 després de derrotar Alianza Lima, obtenint així el seu segon títol nacional, reconegut oficialment per la Federació Peruana de Futbol i l'Associació Esportiva de Futbol Professional. El 1939, la U va aconseguir el tercer títol de la seva història esportiva en sumar nou triomfs, tres empats i només dues derrotes, marcant trenta-dos gols, mentre que els rivals únicament van poder batre el seu porter en catorze oportunitats.
El campionat del 1941 va comptar amb la participació de vuit clubs i es va disputar mitjançant dues rondes amb trobades d'anada i tornada. Tot i això, en la dotzena data el torneig va ser suspès a causa de la participació del seleccionat nacional al Campionat Sud-americà d'aquell any. Un cop reprès, Universitario va aconseguir el títol després de vèncer en les dues últimes trobades el Club Atlético Chalaco i Alianza Lima per 1:0 i 3:1 respectivament. En 1946, por primera vez el campeonato se disputó mediante el formato de tres rondas, consiguiendo su primer bicampeonato gracias al trío ofensivo formado por Víctor Espinoza, Lolo y Eduardo Fernández.
El club va celebrar les seves noces de plata i va obtenir el campionat del 1949, després de vèncer en el seu darrer partit l'Atlético Chalaco per marcador de 4:3. Tot i haver resultat campió, el 12 de juny d'aquell mateix any, va passar la golejada més gran en els superclàssics. El club va patir una derrota per marcador de 9:1 en un Torneig Obertura no oficial organitzat per l'Associació No Amateur (ANA), en el qual van participar només quatre equips. El 1950 es va dur a terme l'últim campionat a l'era amateur, on Universitario de Deportes va finalitzar al cinquè lloc amb nou victòries, dos empats i set derrotes. Alberto Terry va ser el màxim golejador del torneig amb setze gols.

### El professionalisme i l'adéu d'un ídol
El professionalisme futbolístic va arribar al Perú el 1951, quan la Federació Peruana de Futbol va adequar el campionat d'acord amb els lineaments mundials, però només amb la participació de clubs de la ciutat de Lima i la Província constitucional del Callao. El club va debutar al torneig amb un triomf per marcador de 4:1 davant Mariscal Sucre. El 20 de juliol del 1952 es va realitzar la inauguració de l'Estadi Lolo Fernández, amb les instal·lacions esportives i la primera tribuna de l'estadi (Occident: 4000 butaques) que abans pertanyessin a l'Antic Estadi Nacional del Perú. A la inauguració, la «U» va derrotar la Universitat de Xile per 4:2, amb tres gols de Lolo. Fernández Meyzán es va retirar del futbol professional el 30 d'agost de 1953 a l'edat de 40 anys, enfrontant al recent inaugurat Estadi Nacional del Perú el clàssic rival, l'Alianza Lima, a qui van derrotar per marcador de 4:2.
En 1954, Plácido Galindo va assumir la presidència del club, en el que va ser el primer dels seus tres períodes al comandament de la institució. Fins al final de la dècada, només va realitzar campanyes irregulars en els tornejos nacionals, que van ser dominats per Aliança Lima i Sport Boys. Aquesta sequera de títols va acabar amb l'obtenció del campionat de 1959, després d'empatar a tres gols amb Esportiu Municipal en la trobada final, amb un total de quinze victòries, tres empats i quatre derrotes. En la dècada del 1960, el club va obtenir cinc campionats més. El primer d'ells en 1960, després d'empatar sense gols amb Sport Boys del Callao, va aconseguir el campionat després d'onze triomfs, tres empats i quatre derrotes en divuit trobades, aconseguint així el seu segon bicampeonato. El 19 d'abril de 1961, va debutar en la Copa Llibertadors d'Amèrica en una trobada disputada a la ciutat de Montevideo davant el Club Atlético Peñarol, que va finalitzar amb marcador de 5:0 a favor dels locals. Malgrat el resultat, els cremes es van convertir en el primer club peruà a participar en aquest torneig. Després d'ocupar el tercer lloc en els campionats de 1962 i 1963, es va alçar novament amb el títol en 1964, amb nou punts d'avantatge sobre el segon lloc. En 1965, la F. P. F. va permetre la participació d'equips de tot el país en el campionat i a l'any següent va néixer el denominat «Torneig Descentralitzat de Futbol». Un any després, sota la conducció de Marcos Calderón, el club va obtenir el seu dècim primer campionat després de dinou victòries, tres empats i quatre derrotes, adquirint així el dret de ser anomenat el «Primer Campió del Futbol Peruà», (perquè anteriorment només es disputaven tornejos a nivell provincial o departamental).
En 1967, va aconseguir el seu tercer bicampeonato amb tres dates d'anticipació, obtenint vint victòries, un empat i cinc derrotes; l'última trobada el va disputar davant Sport Boys i va finalitzar amb un marcador de 2:1 a favor dels cremes. El 27 de febrer de 1968, va vèncer en la Copa Llibertadors al Always Ready de Bolívia per 6:0, sent la major golejada reeixida pel club en una competència internacional. En el torneig de 1969, l'equip merenga va obtenir el campionat nacional després d'empatar 1:1 amb l'Atlético Grau de Piura en la liguilla final.

### Finalista de la Copa Llibertadores (1972)
En la Copa Llibertadors 1972, el club va aconseguir avançar fins a la final del torneig amb un equip suplent, perquè els seus principals futbolistes es trobaven amb la selecció de futbol del Perú en la denominada «Gira dels Tres Continents». Universitari va formar part del grup 4 juntament amb Aliança Lima, Universitat de Xile i Unió Sant Felip. La primera trobada va ser el clàssic del futbol peruà, aconseguint una victòria per 2:1. Els dues següents trobades es van disputar a Santiago contra la Universitat de Xile sent derrotat 1:0 i contra Unió Sant Felip amb el qual va empatar 0:0. L'esquadra estudiantil va tornar al Perú per a enfrontar-se a l'Aliança Lima, obtenint un empat per 2:2. En els dues últimes trobades va rebre a Lima a la Unió Sant Felip i a la Universitat de Xile, on va aconseguir dues victòries per 3:1 i 2:1 respectivament, obtenint vuit punts, la qual cosa li va permetre avançar a la següent ronda com primer del grup. En les semifinals va ser agrupat amb Peñarol i Nacional de l'Uruguai. En la primera trobada va perdre amb Peñarol 3:2 a Lima, però després es va recuperar vencent a Nacional per marcador de 3:0. Universitari va viatjar a l'Uruguai, on va obtenir dos empats: 3:3 contra Nacional i 1:1 contra Peñarol. L'«U» havia acumulat quatre punts i només quedava una trobada per disputar entre Peñarol i Nacional, que tenien quatre i dos punts respectivament. Els tres equips tenien oportunitat de passar a la final. Peñarol només necessitava un empat, mentre que Nacional necessitava una victòria per cinc gols de diferència.
La trobada va finalitzar 3:0 a favor de Nacional permetent a l'equip peruà passar a la final ja que tenia una millor diferència de gols. La final la va disputar contra el Club Atlético Independiente de l'Argentina. La trobada d'anada es va realitzar a Lima on van empatar 0:0, mentre que la trobada de tornada va finalitzar amb marcador de 2:1 a favor dels argentins. Encara que Universitari no es va quedar amb el títol, va aconseguir ser el primer club peruà i el primer d'un país no pertanyent al Con Sud a disputar la final de la Copa Llibertadors. En aquest torneig, Oswaldo Ramírez i Percy Rojas van ser els golejadors amb sis anotacions cadascun.
Dos anys més tard, el 1974, el club va celebrar el seu 50è aniversari, va crear una escola de futbol per a menors i va acabar l'any com a campió sota la direcció de l'argentí Juan Eduardo Hohberg.

### Dècada del 1980
La dècada del 1980 del futbol peruà va començar a veure canvis notables en el format de competició. La temporada 1982 es va jugar el torneig en fases de grups. El club va avançar del seu Grup Metropolità al Grup B de la segona fase i finalment a la final de grup a quatre, coneguda com la Liguilla. Universitario va derrotar amb èxit a tots els seus oponents a la Liguilla i va aconseguir el seu setze títol de primera divisió. La victòria decisiva va ser contra el Deportivo Municipal després d'un solitari gol d'Hugo Gastulo. L'any 1985, José Luis Carranza, per convertir-se en una icona important del club, va debutar al primer equip. Universitario va guanyar el Torneig Regional, de l'inici de la temporada, es va mantenir amb èxit al capdavant de la lliga en quedar segon al Torneig Descentritzat i conquistar la Liguilla guanyant els cinc partits jugats, l'últim dels quals va ser victòria per 4-0 sobre Los Espartanos de Pacasmayo amb gols de Miguel Seminario, Fidel Suárez, Eduardo Rey Muñoz i Jaime Drago. Com que Universitario va guanyar els dos tornejos de la temporada, es van declarar automàticament campions de 1985.
Universitario va tornar al cim del futbol peruà el 1987. Com l'any 1985, Universitario va començar la temporada guanyant el Torneig Regional, que els va situar a la final de temporada per enfrontar-se al guanyador del Descentralitzat pel títol nacional. El Descentralitzat el va guanyar el seu clàssic rival, Alianza Lima, cosa que va suposar que la final de temporada es disputaria com una edició més del Clàssic. A més, tant Universitario com Alianza Lima van arribar a la final amb disset títols de primera divisió. El derbi definitori el va guanyar Universitario amb un únic gol de Fidel Suárez.

### Dècada de 1990
El 1990, amb l'arribada de Fernando Cuéllar com a entrenador, Aguas Verdes va guanyar la lliga peruana després de derrotar Sport Boys a la final

## Estadis

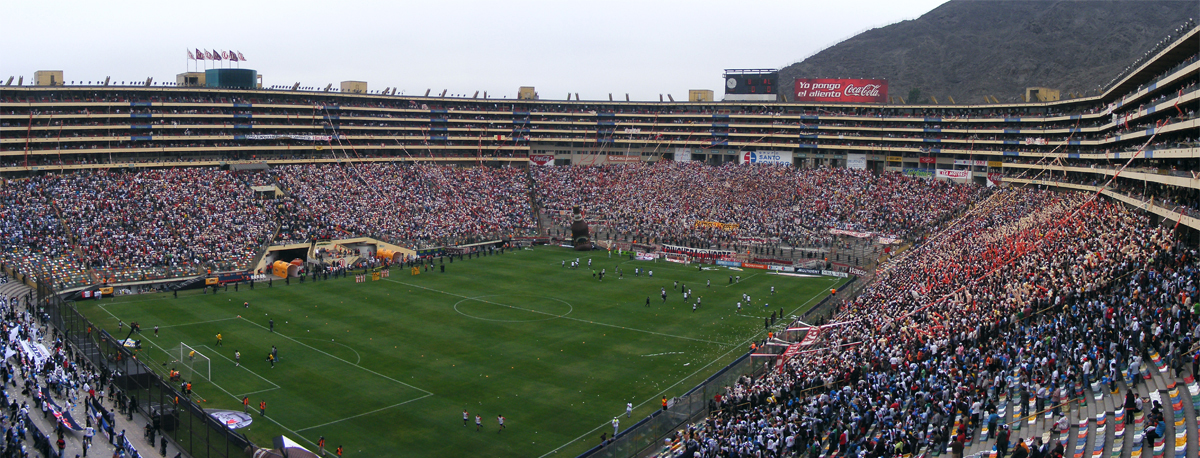
Estadi Monumental "U" - Lima

L'estadi principal del club és l'Estadi Monumental, també conegut com a «Monumental de Lima», «Monumental de Ate», «Monumental de la U» o «Monumental U Marathon» per motius de patrocini. Està situat a l'avinguda Javier Prado, al districte d'Ate, Lima. Té capacitat per a 80.093 espectadors (58.777 a les tribunes i 21.516 a les llotjes), que el fa l'estadi més gran del Perú i el segon més gran de Sud-amèrica, només superat per l'estadi homònim a Argentina.
El segon estadi del club és l'Estadi Lolo Fernández, que va ser el primer estadi propi d'Universitario. Inaugurat en 1952, l'estadi te capacitat per a 4.000 espectadors. El seu nom ve del màxim ídol de la història de l'equip, Teodoro Fernández.

## Presidents
Al llarg dels 97 anys d'història van ser vint els presidents que van tenir la responsabilitat de conduir les destinacions institucionals del club. El president que més temps es va mantenir en el càrrec va ser Rafael Quirós, arribant a romandre durant deu anys a la presidència, seguit per Plácido Galindo, Jorge Nicolini i Alfredo González amb nou anys cadascun. Així mateix, Quirós és fins al moment el president amb la major quantitat de períodes, cinc en total.25 Durant els seus deu anys de gestió, l'equip crema va obtenir sis campionats nacionals (1964, 1966, 1967, 1969, 1971, 1985) i el subcampionat de la Copa Libertadores 1972. La primera junta directiva va estar integrada per: José Rubio Rolando (president), Andrés Echevarría (secretari). Plácido Galindo (tresorer), Eduardo Bermúdez, Roberto Carrillo, Carlos García, Dionisio Solipoma (vocals) i els encarregats de l'elaboració dels estatuts van ser: Andrés Echevarría, Plácido Galindo i Carlos García.

## Jugadors

### Jugadors destacats

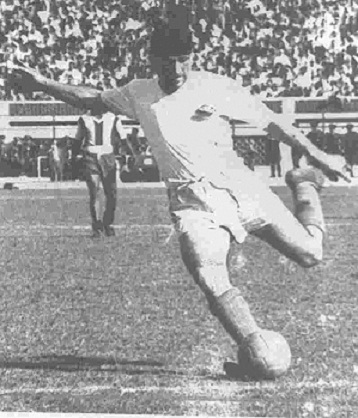
Teodoro Fernández, màxim idol del club

| Jugador                      | Posició     | Nacionalitat    | Anys                |
| ---------------------------- | ----------- | --------------- | ------------------- |
| Teodoro "Lolo" Fernández     | Davanter    | Perú            | 1931-1953           |
| Alberto "Toto" Terry         | Davanter    | Perú            | 1947-1959           |
| Héctor Chumpitaz             | Defensa     | Perú            | 1966-1975           |
| Roberto Challe               | Migcampista | Perú            | 1965-1980           |
| José Luis Carranza           | Migcampista | Perú            | 1986-2004           |
| Oswaldo Ramírez              | Davanter    | Perú            | 1970-1975           |
| Germán Leguía                | Migcampista | Perú            | 1978-1983 1989-1991 |
| Jorge Amado Nunes            | Migcampista | Paraguai        | 1992-1995           |
| Juan Carlos Zubczuk          | Porter      | Argentina→ Perú | 1988-1994           |
| Gabriel González             | Migcampista | Paraguai        | 1996                |
| Juan Carlos Oblitas          | Davanter    | Perú            | 1968-1975 1984-1985 |
| Rubén Techera                | Migcampista | Uruguai         |                     |
| Pedro Aicart Yniesta         | Davanter    | Perú            | 1972 1981-1982      |
| Juan Reynoso                 | Defensa     | Perú            | 1993-1994           |
| Juan Carlos Letelier         | Davanter    | Xile            | 1992                |
| Alex Rossi                   | Davanter    | Brasil          | 1995-1996           |
| Roberto Mauro Cantoro        | Migcampista | Argentina       | 1998-1999           |
| Eduardo Esidio               | Davanter    | Brasil          | 1998-2000 2002      |
| José Guillermo Del Solar     | Migcampista | Perú            |                     |
| Roberto Martinez Vera-Tudela | Migcampista | Perú            | - 1996.             |
| Óscar Ibáñez                 | Porter      | Argentina→ Perú | 1996-2002           |
| Elvis Guillen Mendoza        | Davanter    | Perú            | 2016-2020           |
| Mayer Candelo                | Migcampista | Perú            | 2006-2007           |
| Nolberto Solano              | Migcampista | Perú            | 2009-2010           |
| Christofer Gonzáles          | Migcampista | Perú            |                     |

→ canvi de nacionalitat

### Jugadors campions
Tot seguit es detalla el torneig i la plantilla que va ser campiona.

#### Lliga peruana 1929
Jorge Alba, Eduardo Astengo, Pedro Cárpena, Carlos Cillóniz, Mario de las Casas, Luis de Souza Ferreira, Alberto Denegri, Carlos Galindo, Plácido Galindo, José Gastañeta, Jorge Góngora, Carlos Honores, Andrés Indacochea, Carlos Lassus, Carlos Melzi, Mario Pacheco, Pablo Pacheco, Rafael Quirós, Andrés Rotta, Abraham Rubio, Juan Ruiz, Francisco Sabroso, Belisario Sánchez.

#### Lliga peruana 1934
Jorge Alegre, Vicente Arce, Eduardo Astengo, Juan Criado, Alfredo del Río, Alberto Denegri, Arturo Fernández, Teodoro Fernández, Plácido Galindo, Orestes Jordán, Enrique Landa, Mario Pacheco, Pablo Pacheco, Víctor Pasache, Félix Sayers, Carlos Tovar, Elbio Vannini, Dennis Waterman.

#### Lliga peruana 1939
Antonio Alegre, Alfredo Biffi, Arturo Fernández Meyzán, Teodoro Fernández, Juan Honores, Orestes Jordán, Eduardo Martins, Tomás Morales, Mario Pacheco, Enrique Perales, Olmedo Quiñónez, César Socarraz, Carlos Tovar, Thomas, Elbio Vannini, Antonio Villavicencio.

#### Lliga peruana 1941
Alfredo Alegre, Alfredo Biffi, Rafael Breña, Teodoro Fernández, Carlos Ganoza, Orestes Jordán, Justo Larrea, Edgardo Mabama, Juan Martínez, Eduardo Martins, Tulio Obando, Mario Pacheco, Enrique Quiñónez, Olmedo Quiñónez, Félix Sayers, Manuel Vallejos, José Vargas, Antonio Villavicencio.

#### Lliga peruana 1945
Carlos Arias, Augusto Arrasco, Luis Baldovino, Segundo Castillo, Juan Castro, Víctor Castro, Roque Cavalié, Andrés da Silva, Víctor Espinoza, Eduardo Fernández, Teodoro Fernández, Carlos Ganoza, Víctor Gómez, Maximiliano Huapaya, Justo Larrea, Alejandro León, Lorenzo López, Fernando Maldonado, Guillermo Marchena, Julio Morales, Pablo Pasache, Mario Sacco, César Socarraz, Carlos Stolzembach, Carlos Vargas, José Vargas, Jacinto Villalba.

#### Lliga peruana 1946
Hernán Álvarez, Carlos Arias, Juan Castro, Ruperto Castro, Andrés da Silva, Víctor Espinoza, Eduardo Fernández, Teodoro Fernández, Augusto Gasco, Víctor Gómez, Maximiliano Huapaya, Julio César Luna, Guillermo Marchena, Julio Morales, Luis Navarrete, Walter Ormeño, Pablo Pasache, Mario Roggero, Mario Sacco, Carlos Stolzembach, Gilberto Torres.

#### Lliga peruana 1949
Jorge Alcalde, Juan Alcázar, Juan Busanich, Segundo Castillo, Andrés da Silva, Raúl Dreyfus, Carlos Elías, Teodoro Fernández, Guillermo Gago, Augusto Gasco, Víctor Gómez, Carlos Hidalgo, Jorge Lambarri, Alejandro León, Héctor Mifflin, Julio Morales, Walter Ormeño, David Rodríguez, Eduardo Rodríguez, Jorge Rodríguez, Dante Rovay, Alfredo Rubianes, Raúl Silva, Alberto Terry, Gilberto Torres, Godofredo Ugaz, Jorge Urbina, Carlos Valdivia, Rufino Valdivieso.

## Entrenadors destacats
| - Jack Greenwell - Osvaldo Piazza - Jose Basualdo - Angel Cappa - Eduardo Lujan Manera - Ángel Comizzo | - Marcos Calderon - Arturo Fernández Meyzán - Juan Carlos Oblitas - Juan Reynoso - Ivan Brzic | - Roberto Scarone - Juan Eduardo Hohberg - Sergio Markarian - Roberto Challe - Fernando Cuéllar | - Freddy Ternero - Andrés Rotta - Alonso Malaga Zamora - Jorge A Vela - Jorge Amado Nunes - Ricardo Gareca |

## Palmarès

### Títols nacionals
- 28 Lliga peruana de futbol: 1929, 1934, 1939, 1941, 1945, 1946, 1949, 1959, 1960, 1964, 1966, 1967, 1969, 1971, 1974, 1982, 1985, 1987, 1990, 1992, 1993, 1998, 1999, 2000, 2009, 2013, 2023, 2024
- 1 Copa President de la República: 1970
- 7 Torneig Apertura: 1998, 1999, 2000, 2002, 2008, 2016, 2020
- 1 Torneig Clausura: 2000

### Títols internacionals juvenils
- 1 Copa Libertadores Sub 20: 2011.